# Otto Romero
Pour les articles homonymes, voir Romero.
 (janvier 2015).
Otto Alejandro Romero Orellana, né le 4 avril 1955 en Chalatenango, est le ministre de la Défense du Salvador depuis le 1er juin 2004.